# Deraeocoris schach
Deraeocoris schach – gatunek pluskwiaka z podrzędu różnoskrzydłych, rodziny tasznikowatych (Miridae) i rodzaju błyszczek (Deraeocoris). Gatunek o słabo zbadanej biologii.

## Budowa ciała
Owad ma ciało długości około 6 mm (maksymalnie 7 mm) o owalnym kształcie i pokryte szarymi lub siwymi delikatnymi włoskami. Na przedpleczu i półpokrywach owłosienie jest białe i przylegające. Głowa barwy pomarańczowej, rzadko czarnej. Przedplecze czarne, tarczka zaś pomarańczowa lub barwy przedplecza. Półpokrywy żółte i pomarańczowe z czarnymi, dużymi plamami. Występuje jednak kilka odmian barwnych o innym zabarwieniu półpokryw.

## Występowanie
Gatunek występuje w południowej Europie, Turcji, Izraelu i Algierii. Podawany był jednorazowo ze Śląska w 1806 roku, jednak nie wiadomo czy chodziło o tereny należące obecnie do Polski.